# Nowa Synagoga w Mannheimie

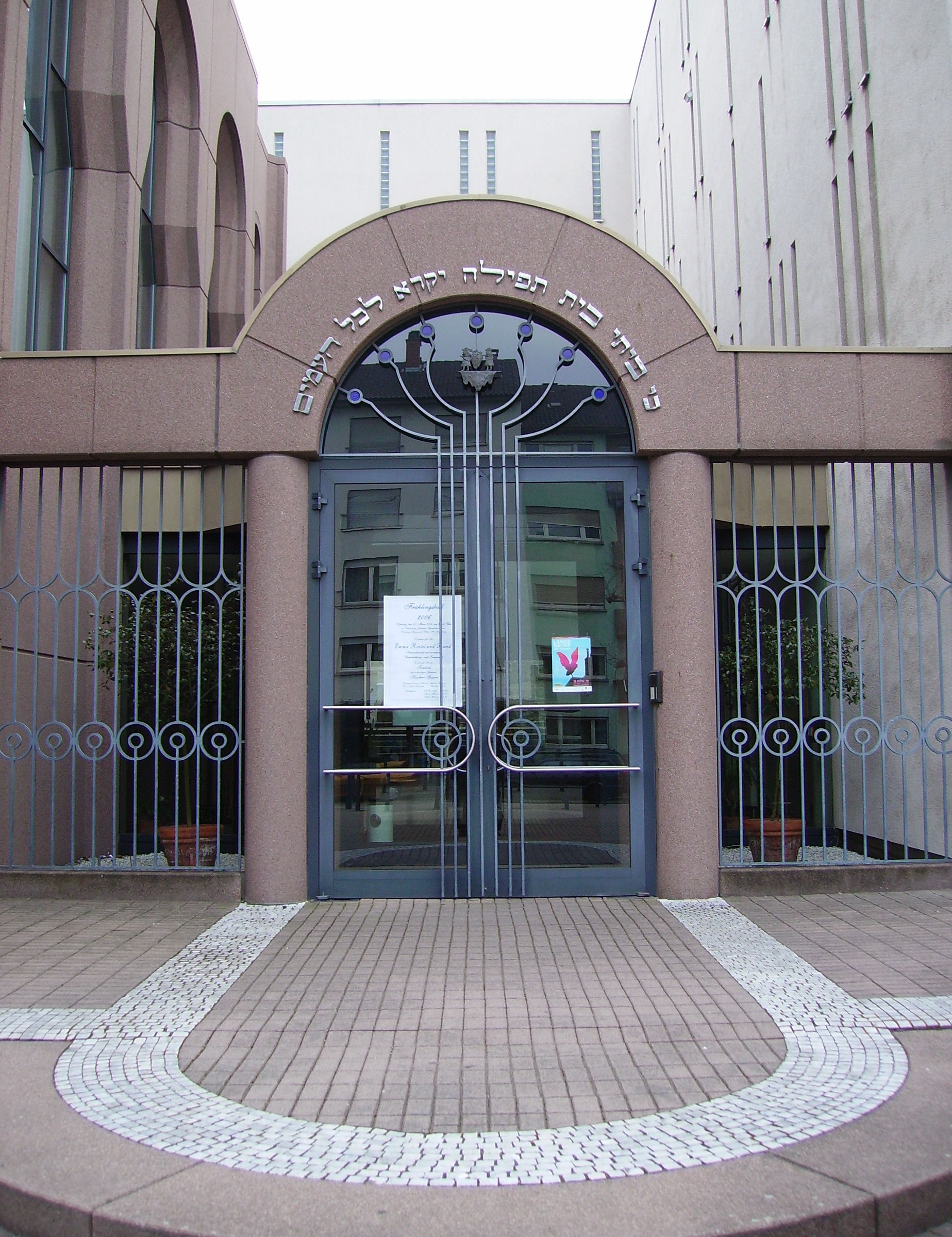
Wejście do synagogi

Nowa Synagoga w Mannheimie – synagoga znajdująca się w Mannheimie, w Niemczech w dzielnicy F3.
Synagoga została zbudowana w latach 1985–1987. Jest to budowla na planie kwadratu z czterema przeszklonymi ścianami przykrytymi kopułą. Synagoga nawiązuje do jerozolimskiej tradycji budowlanej, innej niż niemiecka. 
W budynku znajduje się sala modlitewna, mykwa, koszerna kuchnia, pomieszczenie klubowe, przedszkole, szkoła, biura gminy, biblioteka, sala posiedzeń i mieszkania. W 2005 roku gmina żydowska w Mannheimie liczyła 600 osób.